# Kim Dokhun
Kim Dokhun (김덕훈, 1961. –) észak-koreai politikus, 2020 augusztusa és 2024 decembere között Észak-Korea miniszterelnöke. 
Teljes jogú tagja a Koreai Munkapárt Politbürójának, és a parlamenti költségvetési bizottság vezetőjeként is dolgozott. Korábban a KNDK–Dél-Korea együttműködés küldötte volt, mielőtt a Legfelsőbb Népi Gyűlés alelnöknek nevezte volna ki.
Kim Tok-hun a Koreai Munkáspárt Központi Bizottságának a 2016. májusi 7-i kongresszus óta tagja. Később, 2019. április 11-én póttagként bekerült a párt Politbürójába, majd december 31-én teljes jogú taggá léptették elő, és ezzel párhuzamosan pártelnökhelyettes lett, többek között a káderügyi osztály vezetésével. Valószínűleg kiérdemelte Kim Dzsongun jóváhagyását, amikor a következő év februárjában feltárt egy korrupciós botrányt a káderképző létesítményekkel kapcsolatban. 2020 áprilisában a Legfelsőbb Népgyűlés költségvetési bizottságának elnökévé is megválasztották. Augusztus 13-án a Covid-19 észak-koreai terjedése és az ország déli részét sújtó áradások nyomán Kim Dzsongun a kabinet miniszterelnökévé nevezte ki, és a Politbüró legfelső szintű elnökségébe emelte.

## Fordítás
Ez a szócikk részben vagy egészben  a   Kim Tok-hun című angol Wikipédia-szócikk ezen változatának fordításán alapul.  Az eredeti cikk szerkesztőit annak laptörténete sorolja fel. Ez a jelzés csupán a megfogalmazás eredetét és a szerzői jogokat jelzi, nem szolgál a cikkben szereplő információk forrásmegjelöléseként.